# 야트 에어웨이스
야트 에어웨이스(영어: Jat Airways, 세르비아어: ЈАТ Ервејз)는 베오그라드에 본사를 두고 있는 항공사로 허브 공항은 베오그라드 국제공항이 있다.

## 역사
1927년 당시 베오그라드 왕국에 설립된 아에로푸트가 모태이다. 최초의 국제선은 베오그라드에서 오스트리아의 그라츠 노선을 취항했다. 1937년 국제선 항로 및 승객 수가 증가하자 미국 록히드사의 모델 10 엘렉트라 기종을 도입하여 제2차 세계 대전이 발발할 때까지 운항을 계속하였다. 1947년 4월 1일 유고슬라비아 사회주의 연방 공화국이 수립되면서 회사 이름을 국적 항공사인 유고슬라비아 항공으로 변경하였다. 1985년 유럽 항공사로 최초로 보잉 737-300을 들여왔으며 이 시기에 매년 500만 명의 승객수를 기록하고 5대륙 80여 개 지역에 취항하는 등 성장하였으나 1992년 유고슬라비아 사회주의 연방 공화국이 해체되고 유고슬라비아 전쟁이 일어나면서 국내선 노선만 취항이 제한되었다. 같은 해 국제 연합 안전보장이사회의 결의에 의해 국제선 노선 취항이 금지되었다가 1994년 해제되었다. 그 후 야트(JAT) 유고슬라브 항공으로 회사명을 바꾸었다가 2003년 1월 현재의 사명으로 변경되었다가 2013년 10월에 에어 세르비아로 사명이 변경되었다.

## 운항 노선
- 2012년 8월 기준으로 야트 에어웨이스는 다음과 같은 노선을 운항하고 있다.[2]

### 코드쉐어 협정
- 야트 에어웨이스는 다음과 같은 항공사와 코드쉐어 협정을 체결하고 있다.[3]

| - 아드리아 항공 (스타 얼라이언스) - 아에로플로트 (스카이팀) - 알리탈리아 항공 (스카이팀) - 오스트리아 항공 (스타 얼라이언스) | - B&H 항공 - KLM (스카이팀) - LOT 폴란드 항공 (스타 얼라이언스) - TAROM (스카이팀) |

## 보유 기종
- 2012년 8월 기준으로 야트 에어웨이스는 다음과 같은 기종을 보유하고 있다.[4]